# Gens Publília
La gens Publília (en llatí: gens Publilia) va ser una gens romana d'origen plebeu. La forma antiga era inicialment Poblília (Poblilia) segons diuen els Fasti Capitolini. En molts manuscrits antics es troba Publilius corromput en Publius, cosa que de vegades porta a confusió.
Els Publili van ser mencionats per primera vegada l'any 472 aC amb el famós tribú Voleró Publili, i posteriorment altres membres de la família van obtenir les més altes magistratures de l'estat. L'única família d'aquesta gens que portava un cognomen propi era la de Filó i va ser un d'aquesta família, Quint Publili Filó, el que va obtenir un consolat el 339 aC. La importància de la gens es va extingir amb ell. Després de la seva mort no trobem cap persona de la gens Publília que tingués rellevància a l'Estat. Volscus (Volsc) era un agnomen dels Filons.
Alguns personatges d'aquesta gens van ser:
- Voleró Publili, tribú de la plebs el 472 i 471 aC
- Quint Publili, tribú de la plebs el 384 aC
- Luci Publili Filó Volsc, tribú amb potestat consolar el 400 aC
- Voleró Publili Filó, tribú amb potestat consolar el 399 aC
- Quint Publili Filó, cònsol el 339, 327, 320 i 315 aC